# Crveni čot
Le Crveni čot (en serbe cyrillique : Црвени чот) est le point culminant des monts de la Fruška gora, un massif situé dans la région de Syrmie au nord-ouest de la Serbie et dans la province autonome de Voïvodine. Il s'élève à une altitude de 539 mètres.

## Localisation
Le village le plus proche du Crveni čot est Bešenovački Prnjavor sur le territoire de la ville de Sremska Mitrovica.
Il est situé dans la partie centrale du massif, à quelques kilomètres du hameau de Letenka, connu pour son centre de vacances destiné aux enfants.